# Pequot Lakes
Pequot Lakes è una città degli Stati Uniti d'America, situata in Minnesota, nella contea di Crow Wing.